# Sh2-61
Sh2-61 è una piccola nebulosa a emissione visibile nella costellazione dello Scudo.
Si individua nella parte settentrionale della costellazione, circa 3° a nord della stella α Scuti e circa 3° a ovest della stella β Scuti; si estende per soli due minuti d'arco in direzione di una regione della Via Lattea fortemente oscurata da alcuni banchi di polveri oscure. Il periodo più indicato per la sua osservazione nel cielo serale ricade fra giugno e novembre; trovandosi a soli 5° dall'equatore celeste, può essere osservata indistintamente da tutte le regioni popolate della Terra.
In passato questa nebulosa è stata spesso scambiata per una nebulosa planetaria, al punto che possiede anche delle sigle di cataloghi interamente dedicati a questo tipo di oggetti; in realtà si tratta di una piccola regione H II di forma rotondeggiante, situata sul bordo esterno del Braccio del Sagittario alla distanza di circa 2300 parsec (circa 7500 anni luce) dal sistema solare. Uno dei pochi studi che prendono in esame questa nebulosa afferma che essa riceve la radiazione ionizzante di due stelle di classe spettrale B, in particolare due stelle azzurre di sequenza principale di classe B2V e B5.5V e magnitudine apparente rispettivamente pari a 12,78 e 13,94; lo stesso studio fornisce per la nube un valore di distanza di 1700 parsec.